# Сквер імені Володимира Сидорука (Ірпінь)
Сквер імені Володимира Сидорука — сквер на розі вулиць Грибоєдова та Д. Паламарчука в місті Ірпінь, у місцині Романівка.
Облаштований у 2014 році; офіційна адреса — вул. Грибоєдова, 18. Площа — пів гектара.

## Історія
Рішення № 4700-66-VI «Про надання дозволу відділу культури, національностей та релігій Ірпінської міської ради на розробку проекту землеустрою щодо відведення ділянки під сквер в постійне облаштування площею 0,5 гектара» було ухвалене засіданні Ірпінської міської ради 29 січня 2015 року.
26 березня 2015 року новоствореному скверу в Ірпені, на вулиці Грибоєдова, 18, присвоєно ім'я українського художника Володимира Сидорука, який проживав та працював в Ірпені певний час. В 1997 році його життя обірвалося на сходах ірпінського історико — краєзнавчого музею.
Було вирішено, що сквер буде мистецьким: на одній з алей розмістять спеціальне обладнання, де художники виставлятимуть власні картини; репродукції ж картин заслуженого художника України Володимира Сидорука будуть там постійними.